# William Molloy, Baron Molloy
William „Bill“ John Molloy, Baron Molloy FRGS (* 26. Oktober 1918 in Swansea; † 26. Mai 2001) war ein britischer Gewerkschaftsfunktionär und Politiker der Labour Party, der fünfzehn Jahre lang Abgeordneter des House of Commons sowie zeitweise Mitglied des Europäischen Parlaments war und 1981 als Life Peer aufgrund des Life Peerages Act 1958 Mitglied des House of Lords wurde.

## Leben

### Zweiter Weltkrieg, Gewerkschaftsfunktionär und Kommunalpolitiker
Molloy, Sohn eines irisch-katholischen Marineingenieurs, gewann nach dem Besuch der St. Thomas Elementary School in Swansea zwar ein Stipendium für die traditionsreiche Londoner Schauspielschule Royal Academy of Dramatic Art (RADA), besuchte diese allerdings doch nicht, sondern absolvierte ein Studium am University College Swansea. Daneben begann er sein gewerkschaftliches Engagement zwischen 1936 und 1946 als Mitglied der Transportarbeitergewerkschaft TGWU (Transport and General Workers’ Union). 1938 trat er seinen Militärdienst bei den Royal Engineers an und diente bei diesen auch während des Zweiten Weltkrieges bis 1945, wobei er zuletzt an Kampfeinsätzen in Deutschland teilnahm.
Nach Kriegsende wurde Molloy Mitarbeiter im Außenministerium (Foreign Office) und engagierte sich in dieser Zeit als Gewerkschaftsfunktionär als Vorsitzender der Arbeitnehmerseite in dessen Whitley Council genannten Arbeitnehmer-/Arbeitgeberrat (Joint Industrial Council) sowie als Redakteur der Civil Service Review, der Gewerkschaftszeitung für den öffentlichen Dienst.
1952 verließ Molloy den öffentlichen Dienst und wurde Sekretär der Vereinigung der Bekleidungshersteller (Association of Clothing Contractors) und war zugleich Redakteur von deren zweimonatlich erscheinenden Fachzeitschrift. Während dieser Zeit wurde er Mitglied der Labour Party und wurde als deren Kandidat 1954 zum Mitglied des Gemeinderates von Fulham (Fulham Borough Council) gewählt und wurde 1959 auch Vorsitzender der dortigen Labour Party. Dem Fulham Borough Council gehörte er acht Jahre lang bis 1962 an.

### Unterhausabgeordneter
Seine Laufbahn in der nationalen Politik begann Molloy, als er bei den Unterhauswahlen vom 15. Oktober 1964 den als „ungewinnbaren“ und seit den Wahlen vom 26. Mai 1955 von John Barter von der Conservative Party gehaltenen Wahlkreis Ealing North mit nur 27 Stimmen Vorsprung knapp gewann. Während Molloy
20.809 Stimmen (43,24 Prozent) bekam, entfielen auf Barter 20.782 Wählerstimmen (43,19 Prozent). Dieser unerwartete Wahlsieg trug mit bei zur knappen Mehrheit von nur fünf Sitzen für die Labour Party, die daraufhin mit Harold Wilson nach dreizehn Jahren Opposition erstmals wieder den Premierminister stellen konnte. Seine persönlichen Wahlsieg nutzte er zur Selbstdarstellung, in dem er sagte: „Ich bin die Labour-Mehrheit!“ (‚I am Labour’s majority!‘). Den Wahlkreis vertrat Molloy nach mehreren Wiederwahlen bis zu seiner Niederlage bei den Unterhauswahlen vom 3. Mai 1979.
1965 wurde er Mitglied der Nationalen Exekutive der Labour Party, erreichte aber mit 33.000 Stimmen aus 33 Wahlkreisorganisationen nur den 27. Platz der gewählten Vorstandsmitglieder. Während seiner Mitgliedschaft im Unterhaus wurde er 1968 Mitglied des Schätzungsausschusses (Estimates Committee) sowie wegen seiner proarabischen Haltung Vorsitzender des Britisch-Tunesischen Verbindungsausschusses. Darüber hinaus engagierte er sich in der Interparlamentarischen Union (IPU) sowie der Parlamentarischen Vereinigung des Commonwealth of Nations (Commonwealth Parliamentary Association).
Molloy, der 1967 Fellow der Royal Geographical Society (FRGS) wurde, fungierte während der Amtszeit von Premierminister Wilson vom 1. Oktober 1969 bis zum 19. Juni 1970 als Parlamentarischer Privatsekretär (Parliamentary Private Secretary) des Ministers für Post und Telekommunikation (Minister for Posts and Telecommunications), John Stonehouse.
Neben seiner Unterhausmitgliedschaft war er von 1969 bis 1973 sowohl Mitglied der Parlamentarischen Versammlung des Europarates als auch der Parlamentarischen Versammlung der Westeuropäischen Union (WEU).

### Mitglied des Europäischen Parlaments und Gegner von James Callaghan
In seinen Wahlkampagnen setzte er sich zum Teil öffentlichkeitswirksam für ein Verbot der Ingewahrsamnahme von Minderjährigen in Polizeigewahrsam ein, zum anderen aber auch für eine Verbesserung der Arbeitsbedingungen für Krankenpfleger. 1974 wurde er Berater der Gewerkschaft für Beschäftigte des Gesundheitsdienstes COHSE (Confederation of Health Service Employees) und trat 1975 als Vorsitzender der Parlamentarischen Gruppe der Labour Party für soziale Dienste dafür ein, stärker gegen organisierten Sozialleistungsbetrug vorzugehen.
Nach dem Beitritt Großbritanniens zu den Europäischen Gemeinschaften (EG) war Molloy zwischen 1976 und 1979 auch Mitglied des Europäischen Parlaments.
Während er als treuer Unterstützer von Premierminister Harold Wilson war, trat er offen gegen dessen Nachfolger James Callaghan auf und führte einen öffentlichen Protest gegen die von diesem beabsichtigte Streichung von Kinderunterstützungsleistungen an.

### Wahlniederlage und Oberhausmitglied
Bei den Unterhauswahlen vom 3. Mai 1979 erlitt Molloy eine deutliche Wahlniederlage und schied aus dem Unterhaus aus, nachdem sein Herausforderer von den konservativen Tories, Harry Greenway, 27.524 Wählerstimmen (46,04 Prozent) bekam, während auf ihn nur 26.044 Stimmen (43,57 Prozent) entfielen.
Durch ein Letters Patent vom 12. Mai 1981 wurde Molloy aufgrund des Life Peerages Act 1958 als Life Peer mit dem Titel Baron Molloy, of Ealing in Greater London, in den Adelsstand erhoben und gehörte bis zu seinem Tod dem House of Lords als Mitglied an.
Seine offizielle Einführung (House of Lords) erfolgte am 13. Mai 1981 mit Unterstützung durch Donald Bruce, Baron Bruce of Donington, und William McCarthy, Baron McCarthy.